# Le Monnier (kráter)

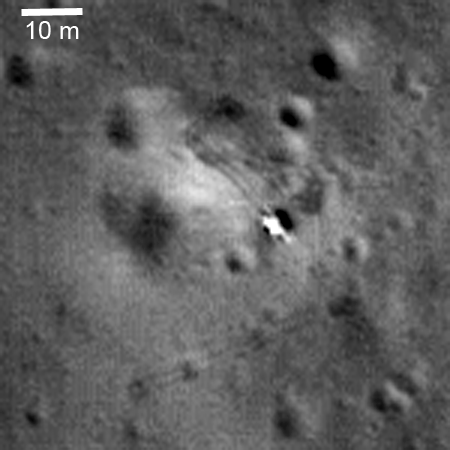
Sovětská sonda Luna 21 v kráteru Le Monnier vyfotografovaná z orbity v březnu 2010 sondou LRO.

Le Monnier je lávou zaplavený kráter o průměru 61 km nacházející se na východním okraji Mare Serenitatis (Moře jasu) na přivrácené straně Měsíce. Jeho západní okrajový val chybí, Le Monnier tak vytváří v Mare Serenitatis malý záliv. Jeho dno má nízké albedo (je velmi tmavé).
Severně se nachází kráter Chacornac (průměr 51 km), jihozápadně se táhne soustava mořských hřbetů Dorsa Aldrovandi a jižně lze nalézt 10 km dlouhý řetězec malých kráterů zvaný Catena Littrow.

## Název
Je pojmenován od roku 1935 podle francouzského astronoma a fyzika Pierra Charlese Le Monniera.

## Expedice
15. ledna 1973 měkce dosedla v kráteru Le Monnier v blízkosti jeho jižního okrajového valu sovětská sonda Luna 21, která zde vyložila měsíční pojízdnou laboratoř Lunochod 2. Ta ujela po povrchu celkem 37 km.

## Satelitní krátery
V okolí kráteru se nachází několik dalších kráterů. Ty byly označeny podle zavedených zvyklostí jménem hlavního kráteru a velkým písmenem abecedy.
| Le Monnier | Sel. šířka | Sel. délka | Průměr |
| ---------- | ---------- | ---------- | ------ |
| A          | 26.9° S    | 32.5° V    | 21 km  |
| H          | 25.0° S    | 29.6° V    | 6 km   |
| K          | 27.7° S    | 30.2° V    | 4 km   |
| S          | 26.8° S    | 33.9° V    | 40 km  |
| T          | 25.1° S    | 31.4° V    | 18 km  |
| U          | 26.1° S    | 33.5° V    | 25 km  |
| V          | 26.0° S    | 34.3° V    | 23 km  |

Následující krátery byly přejmenovány Mezinárodní astronomickou unií:
- Le Monnier B na Very
- Le Monnier C na Borel